# Тьєві Біфума
Тьєві́ Гіва́н Біфума́ Кулосса́ (фр. Thievy Guivane Bifouma Koulossa, нар. 13 травня 1992, Сен-Дені) — французький і конголезький футболіст, нападник іспанської «Альмерії» та національної збірної Республіки Конго. На правах оренди виступає за французький «Реймс».

## Клубна кар'єра
Вихованець юнацьких команд футбольних клубів «Страсбур» та «Еспаньйол».
У дорослому футболі дебютував 2010 року виступами за команду «Еспаньйол Б», у якій провів 2 матчі.
З 2011 року почав залучатися до складу головної команди «Еспаньйола». 2012 року був відданий в оренду до «Лас-Пальмаса», де практично без замін провів наступний сезон у Сегунді. Згодом на півсезону повернувся до «Еспаньйола», після чого на початку 2014 року був знову відданий в оренду, цього разу до англійського «Вест-Бромвіч Альбіон».
Улітку 2014 року, також на умовах оренди, став гравцем «Альмерії», де провів наступний сезон, після чого другу половину 2015 року провів в оренді у «Гранаді».
У січні 2016 року гравець перейшов на правах оренди до кінця сезону в «Реймс»

## Виступи за збірну
Протягом 2011—2013 рр. викликався до молодіжних збірних Франції, має в активі чотири гри у їх складі.
На рівні основних збірних прийняв пропозицію захищати кольори історичної батьківщини і 2014 року дебютував в офіційних матчах у складі національної збірної Республіки Конго. 
Учасник розіграшу Кубка африканських націй 2015 року в Екваторіальній Гвінеї. На турнірі він зіграв у матчах проти команд Екваторіальної Гвінеї, Габону, Буркіна-Фасо і ДР Конго, забивши три м'ячі.
Наразі провів у формі головної команди країни 16 матчів, забивши 10 голів.